# Kuivaniemi

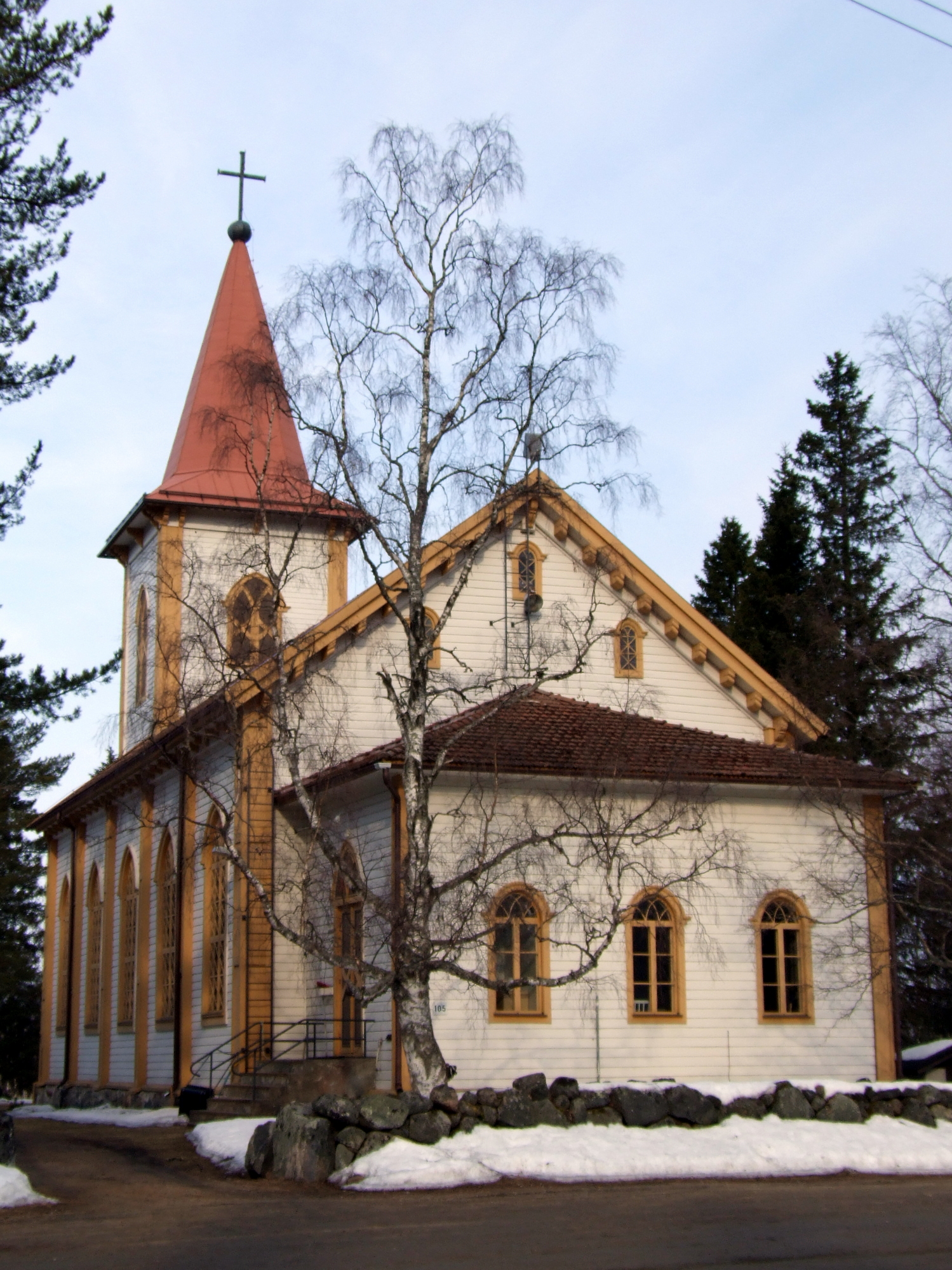
Kuivaniemi kyrka.

Kuivaniemi är en före detta kommun i landskapet Norra Österbotten i Uleåborgs län. Kuivaniemi hade 2 001 resp. 1 980 invånare (per 31.12.2005 resp. 30.11.2006) och hade en yta på 960,11 km², varav 927,21 km² var landområden.
Kuivaniemi är enspråkigt finskt.
Kommunen sammanslogs den 1 januari 2007 med dåvarande Ijo kommun till den nya kommunen Ijo.
Samhället Kuivaniemi består av en kyrkoby och ett stationssamhälle. Kuivaniemi station stängdes 2012[källa behövs]. 

## Politik

### Mandatfördelning i Kuivaniemi kommun, valen 1976–2004
| 5 | 1 | 2 | 13 |

| 5 | 1 | 14 | 1 |

| 4 | 1 | 1 | 13 | 2 |

| 4 | 1 | 1 | 14 | 1 |

| 5 | 1 | 1 | 14 |

| 4 | 1 | 1 | 15 |

| 5 | 16 |

| 3 | 18 |

| 14 | 7 |